# Vincent Cassel
Vincent Cassel, właśc. Vincent Crochon (ur. 23 listopada 1966 w Paryżu) – francuski aktor, reżyser i producent filmowy. Laureat Césara. Wystąpił w filmach: Ocean’s Twelve: Dogrywka (2004) i Ocean’s Thirteen (2007), a także Czarny łabędź (2010).

## Życiorys

### Wczesne lata
Urodził się w Paryżu jako syn znanego francuskiego aktora Jean-Pierre’a Cassela (1932-2007) i dziennikarki Sabine Litique. Dorastał wraz z siostrą Olivią (zm.) i bratem Matthiasem 'Rockin’ Squat' Crochonem (ur. 1969), muzykiem francuskiego zespołu hardcore rap Assassin. Kiedy miał cztery lata, jego rodzice rozwiedli się. Mając piętnaście lat zdecydował, że w przyszłości zostanie aktorem. W wieku siedemnastu lat uczęszczał do szkoły cyrkowej, gdzie zdobył imponującą sprawność fizyczną i akrobatyczne umiejętności. We wczesnej młodości występował na scenie pod kierunkiem legendarnego reżysera Jean-Luis Barraulta.

### Kariera
Swoją karierę filmową rozpoczął w serialu Piękna Angielka (La Belle Anglaise, 1988), zadebiutował w melodramacie Zostać ojcem jest trudno (Les Cigognes n'en font qu'à leur tête, 1989) u boku Christiana Claviera. Następnie wystąpił w komedii Gorąca czekolada (Hot Chocolate, 1992) z Bo Derek, komedii romantycznej Mathieu Kassovitza Kawa mleczna (Métisse, 1993) jako żydowski bokser u boku swojego ojca, dramacie biograficznym Jamesa Ivory’ego Jefferson w Paryżu (Jefferson in Paris, 1995) z Nickiem Nolte, Gwyneth Paltrow i Lambertem Wilsonem i dreszczowcu Krew myśliwego (Le Sang du chasseur, 1995) z Michaelem Biehnem. Wystąpił na scenie Théâtre de la foire w Paryżu w sztuce Ptaki (Les oiseaux).

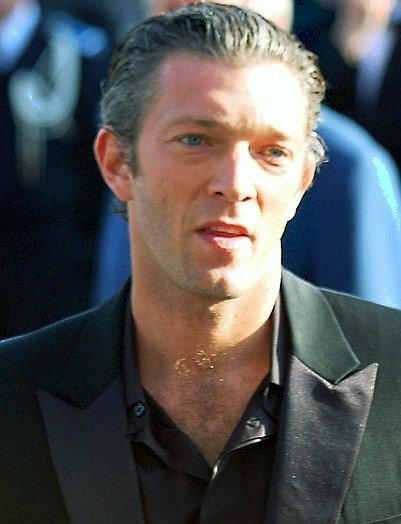
Vincent Cassel, 2006

Postać dresiarza Vinza – żydowskiego chuligana z podparyskiego blokowiska w dramacie kryminalnym Kassovitza Nienawiść (La Haine, 1995) z Benoîtem Magimelem przyniosła mu dwie nominacje do nagrody Césara dla najlepszego aktora i obiecującego aktora. W melodramacie Apartament (L'Appartement, 1996) zagrał postać dynamicznego urzędnika dużej firmy informatycznej, który podczas służbowego pobytu w Tokio słyszy głos swojej dawnej miłości, Lisy (Monica Bellucci). W drastycznym kryminale Doberman (Le Dobermann, 1997) wystąpił w roli słynnego bandyty Dobermana, który stoi na czele bardzo nietypowej grupy. W 1997 zadebiutował jako reżyser filmu krótkometrażowego Shabbat Night Fever.
Za kreację porywczego porucznika Maxa Kerkériana, byłego złodzieja samochodów, który wybrał pracę w policji, by poznać smak ryzyka w dreszczowcu Kassovitza Purpurowe rzeki (Le Rivières pourpres, 2000) z Jeanem Reno zdobył nominację do europejskiej nagrody Audience. Rola nieprzystosowanego chudego i wynędzniałego Paula ulegającego przemianie w dramacie kryminalnym Na moich ustach (Sur mes levres, 2001) była nominowana do nagrody Césara. W kontrowersyjnym dramacie Nieodwracalne (Irréversible, 2002) wcielił się w postać męża ofiary gwałtu analnego (Monica Bellucci), który szuka krwawej zemsty. Dobrze opanował brazylijską sztukę walki Capoeira, którą zademonstrował jako François Toulour w Ocean’s Twelve: Dogrywka (Ocean’s Twelve, 2004) i Ocean’s Thirteen (2007) z Bradem Pittem, Catherine Zeta-Jones, George’em Clooneyem, Julią Roberts i Andy Garcią. Za rolę kryminalisty Jacques’a Mesrine w biograficznym filmie gangsterskim Wróg publiczny numer jeden (Mesrine, 2008) otrzymał Cezara dla najlepszego aktora i nagrodę na Festiwalu Filmowym w Tokio. Za występ jako reżyser Thomas Leroy w dreszczowcu psychologicznym Darrena Aronofsky’ego Czarny łabędź (2010) wraz z obsadą był nominowany do Screen Actors Guild.
Był na okładkach takich magazynów jak „GQ”, „Vanity Fair”, „Men’s Health”, „Femina”, „Esquire”, „Marie Claire”, „InStyle”, „Psychologies”, „Elle”, „Grazia Men”, „Gala”, „L’Officiel Hommes”, „Elle” i „Gentleman”.

## Życie prywatne
3 sierpnia 1999 zawarł związek małżeński z włoską aktorką i modelką Monicą Bellucci. Mają dwie córki – Devę (ur. 12 września 2004) i Léonie (ur. 21 maja 2010). 26 sierpnia 2013 doszło do rozwodu.
W sierpniu 2018 poślubił francuską modelkę Tinę Kunakey (ur. 5 kwietnia 1997). W kwietniu 2019 przyszła na świat ich córka o imieniu Amazonie.

## Filmografia
| Rok  | Tytuł                                                                       | Rola                                          | Reżyser                           |
| ---- | --------------------------------------------------------------------------- | --------------------------------------------- | --------------------------------- |
| 1989 | Les Cigognes n'en font qu'à leur tête                                       | Pierre                                        | Didier Kaminka                    |
| 1991 | Les Clés du paradis                                                         | kelner                                        | Philippe de Broca                 |
| 1991 | Le Dessous de la passion                                                    | fotograf Christopher                          | Jean Marbœuf                      |
| 1992 | Warburg: A Man of Influence (miniserial TV)                                 |                                               | Mosze Mizrachi                    |
| 1992 | Gorąca czekolada (Hot Chocolate)                                            | Dédé                                          | Josée Dayan                       |
| 1993 | Dose mortelle (TV)                                                          |                                               | Joyce Buñuel                      |
| 1993 | Mulatka (Métisse)                                                           | Max                                           | Mathieu Kassovitz                 |
| 1994 | Cztery wesela i pogrzeb (Four Weddings and a Funeral)                       | Charles (dubbing – Hugh Grant)                | Mike Newell                       |
| 1994 | Elle voulait faire quelque chose                                            | Vincent                                       | Dodine Herry                      |
| 1994 | 3000 scénarios contre un virus                                              |                                               | Patrice Cazes                     |
| 1995 | Ainsi soient-elles                                                          | Éric                                          | Patrick Alessandrin, Lisa Azuelos |
| 1995 | Dziewięć miesięcy (Nine Months)                                             | Samuel Faulkner (dubbing – Hugh Grant)        | Chris Columbus                    |
| 1995 | Adultère (mode d'emploi)                                                    | Bruno                                         | Christine Pascal                  |
| 1995 | Soif d'en sortir (TV)                                                       |                                               | Dominique Tabuteau                |
| 1995 | Nienawiść (La Haine)                                                        | Vinz                                          | Mathieu Kassovitz                 |
| 1995 | Krew myśliwego (Le Sang du chasseur)                                        | Pastamoo                                      | Gilles Carle                      |
| 1995 | Jefferson w Paryżu (Jefferson in Paris)                                     | Camille Desmoulins                            | James Ivory                       |
| 1996 | Jak bardzo mnie pragniesz (Come mi vuoi)                                    | Pasquale                                      | Carmine Amoroso                   |
| 1996 | Apartament (L'Appartement)                                                  | Max                                           | Gilles Mimouni                    |
| 1996 | Uczeń (L'Élève)                                                             | Julien                                        | Olivier Schatzky                  |
| 1997 | Shabbat Night Fever                                                         | –                                             | Vincent Cassel                    |
| 1997 | Le Plaisir (et ses petits tracas)                                           | Michael                                       | Nicolas Boukhrief                 |
| 1997 | Doberman (Dobermann)                                                        | Yann Le Pentrec/Doberman                      | Jan Kounen                        |
| 1998 | Compromis (film krótkometrażowy)                                            | młody premier                                 | Sébastien Sort                    |
| 1998 | Elizabeth                                                                   | Duc d’Anjou                                   | Shekhar Kapur                     |
| 1999 | Pensjonat dla świrów, czyli Hotel Paradiso (Guesthouse Paradiso)            | Gino Bolognese                                | Ade Edmondson                     |
| 1999 | Joanna d’Arc (The Messenger: The Story of Joan of Arc)                      | Gilles de Rais                                | Luc Besson                        |
| 1999 | Méditerranées                                                               | Pitou                                         | Philippe Bérenger                 |
| 2000 | Purpurowe rzeki (Les Rivières pourpres)                                     | Max Kerkérian                                 | Mathieu Kassovitz                 |
| 2001 | Dziewczyna na urodziny (Birthday Girl)                                      | Alexei                                        | Jez Butterworth                   |
| 2001 | Karaoke Shreka z Bagien (Shrek in the Swamp Karaoke Dance Party)            | lord Robin Hood (głos-śpiew)                  | Andrew Adamson, Vicky Jenson      |
| 2001 | Na moich ustach (Sur mes lèvres)                                            | Paul                                          | Jacques Audiard                   |
| 2001 | Braterstwo wilków (Le Pacte des loups)                                      | Jean-François de Morangias                    | Christophe Gans                   |
| 2001 | Shrek                                                                       | Robin Hood (głos)                             | Andrew Adamson, Vicky Jenson      |
| 2002 | La Barbichette                                                              | Vinz                                          | Kim Chapiron                      |
| 2002 | Nieodwracalne (Irréversible)                                                | Marcus                                        | Gaspar Noé                        |
| 2003 | Rachunek sumienia (The Reckoning)                                           | lord De Guise                                 | Paul McGuigan                     |
| 2004 | Ocean’s Twelve: Dogrywka (Ocean’s Twelve)                                   | François Toulour                              | Steven Soderbergh                 |
| 2004 | Tajni agenci (Agents secrets)                                               | kpt. Georges Brisseau                         | Frédéric Schoendoerffer           |
| 2004 | Blueberry                                                                   | Mike S. Blueberry                             | Jan Kounen                        |
| 2005 | Wykolejony (Derailed)                                                       | Philippe LaRoche                              | Mikael Håfström                   |
| 2005 | Roboty (Robots)                                                             | Rodney Copperbottom (dubbing – Ewan McGregor) | Chris Wedge, Carlos Saldanha      |
| 2006 | Sheitan                                                                     | Joseph / Marie (także producent)              | Kim Chapiron                      |
| 2007 | Wschodnie obietnice (Eastern Promises)                                      | Kirill                                        | David Cronenberg                  |
| 2007 | Ocean’s Thirteen                                                            | François Toulour                              | Steven Soderbergh                 |
| 2008 | Wróg publiczny numer jeden, część I (L'Ennemi public no 1)                  | Jacques Mesrine                               | Jean-François Richet              |
| 2008 | Wróg publiczny numer jeden, część II (L'Ennemi public no 2)                 | Jacques Mesrine                               | Jean-François Richet              |
| 2010 | Czarny łabędź (Black Swan)                                                  | Thomas Leroy                                  | Darren Aronofsky                  |
| 2011 | Mnich (Le Moins)                                                            | kapucyn Ambrosio                              | Dominik Moll                      |
| 2011 | Niebezpieczna metoda (A Dangerous Method)                                   | Otto Gross                                    | David Cronenberg                  |
| 2013 | Trans (Trance)                                                              | Franck                                        | Danny Boyle                       |
| 2014 | Piękna i Bestia (La Belle et la Bête)                                       | Bestia, Książę                                | Christophe Gans                   |
| 2015 | Uczeń (Partisan)                                                            | Gregori                                       | Ariel Kleiman                     |
| 2016 | Jason Bourne                                                                | agent CIA                                     | Paul Greengrass                   |
| 2016 | To tylko koniec świata (Juste la fin du monde)                              | Antoine                                       | Xavier Dolan                      |
| 2017 | Tahitańska miłość Paula Gauguina (Gauguin – voyage de Tahiti)               | Paul Gauguin                                  | Edouard Deluc                     |
| 2017 | Wielki Mistyczny Cyrk (O Grande Circo Místico)                              | Jean-Paul                                     | Carlos Diegues                    |
| 2018 | Władca Paryża (L’Empereur de Paris)                                         | François Vidocq                               | Jean-François Richet              |
| 2018 | Czarna rzeka (Fleuve noir)                                                  | François Visconti                             | Érick Zonca                       |
| 2019 | Nadzwyczajni (Hors normes)                                                  | Bruno Haroche                                 | Olivier Nakache, Éric Toledano    |
| 2020 | Głębia strachu (Underwater)                                                 | kapitan Lucien                                | William Eubank                    |
| 2020 | Małe szczęścia (Le bonheur des uns...)                                      | Marc Seyriey                                  | Daniel Cohen                      |
| 2020 | Westworld (serial TV)                                                       | Engerraund Serac                              | Jonathan Nolan                    |
| 2022 | Asteriks i Obeliks: Imperium Smoka (Astérix et Obélix : L'Empire du Milieu) | Gajusz Juliusz Cezar                          | Guillaume Canet                   |
| 2023 | Trzej muszkieterowie: D’Artagnan (Les Trois Mousquetaires – d’Artagnan)     | Atos                                          | Martin Bourboulon                 |